# An Post-M.Donnelly-Grant Thornton-Sean Kelly Team/2008
Deze pagina geeft een overzicht van de An Post-M.Donnelly-Grant Thornton-Sean Kelly Team wielerploeg in 2008.

## Renners
| Naam               | Geboortedatum | Nationaliteit | ploeg 2007                            |
| ------------------ | ------------- | ------------- | ------------------------------------- |
| Mark Cassidy       | 23.03.1985    | IRL           |                                       |
| Benny De Schrooder | 23.07.1980    | BEL           | Chocolade Jacques-Topsport Vlaanderen |
| Denis Dunworth     | 05.09.1989    | IRL           | Neo                                   |
| Daniel Fleeman     | 03.10.1982    | GBR           | DFL-Cyclingnews-Litespeed             |
| Viktor Folkesson   | 17.09.1986    | SWE           | Unibet.com Continental                |
| Stephen Gallagher  | 09.07.1980    | IRL           |                                       |
| Kenny Lisabeth     | 22.06.1981    | BEL           | Chocolade Jacques-Topsport Vlaanderen |
| Daniel Lloyd       | 11.08.1980    | GBR           | DFL-Cyclingnews-Litespeed             |
| Ronan McLaughlin   | 11.03.1987    | IRL           | Neo                                   |
| Christian Müller   | 01.03.1982    | GER           | Skil-Shimano                          |
| Paidi O'Brien      | 13.02.1984    | IRL           |                                       |
| Isaac Speirs       | 5.09.1988     | IRL           |                                       |
| Rieno Stofferis    | 21.06.1978    | BEL           |                                       |
| Frank van Kuik     | 4.02.1981     | BEL           | Yawadoo-ABM-TV Vlaanderen             |

## Overwinningen
Ronde van Extremadura
1e etappe: Paidi O'Brien, Benny De Schrooder, Dan Fleeman, Christian Müller
Kenny Lisabeth, Daniel Lloyd, Frank Van Kuik
Eindklassement Daniel Lloyd
An Post Rás
Eindklassement Stephen Gallagher
Ronde van de Pyreneeën
Eindklassement Daniel Fleeman
2006 · 2007 · 2008 · 2009 · 2010 · 2011 · 2012 · 2013 · 2014